# Eleston Montgomery Adams
Eleston Montgomery „Namba“ Adams (* im 20. Jahrhundert in Liberta, Parish of Saint Paul, Antigua) ist ein Politiker der United Progressive Party (UPP) aus Antigua und Barbuda, der unter anderem zwischen 2005 und 2014 verschiedene Ministerposten bekleidete.

## Leben
Adams, Sohn eines Friseurs und eines Dienstmädchens, besuchte die Grundschule in Liberta sowie die All Saints Secondary School. Im Anschluss absolvierte er ein Lehramtsstudium am Antigua State College und war danach 20 Jahre lang als Grundschullehrer an der Liberta Primary School, der John Hughes Primary School, der Sea View Farm Primary School sowie der Cobbs Cross Primary School tätig. Neben seiner Lehrertätigkeit war er als Dramatiker, Schauspieler, Regisseur und Produzent tätig und besuchte mit einem Stipendium die Edna Manley School for the Performing Arts in Jamaika. Er schrieb bislang 14 Theaterstücke, die in Antigua, Montserrat, St. Martin und Saint Thomas aufgeführt wurden, und leitete daneben Theater-Workshops in Antigua und Anguilla. Des Weiteren war er aktiver Cricket- und Fußballspieler sowie zeitweise Manager der Fußballnationalmannschaft und auch Reporter bei The Daily Observer.
Daneben begann Adams Mitte der 1990er Jahre sein politisches Engagement für die United Progressive Party (UPP). 1994 und 1999 kandidierte er für diese im Wahlkreis St. Paul für ein Mandat im Repräsentantenhaus und errang dabei 35,31 beziehungsweise 40,87 Prozent, unterlag aber jeweils Rodney Williams von der Antigua Labour Party (ALP). 2004 wurde er im Wahlkreis St. Paul mit 1.296 Stimmen (56,18 Prozent) erstmals zum Mitglied des Repräsentantenhauses gewählt und konnte sich dieses Mal gegen den neuen Kandidaten der ALP, Paul Chet Greene, durchsetzen. Bei den Wahlen 2009 wurde er in diesem Wahlkreis mit 1.219 Stimmen (49,37 Prozent) für eine weitere Legislaturperiode wiedergewählt.
Nach dem Sieg der UPP bei den Wahlen 2004 wurde Adams am 26. März 2004 von Premierminister Winston Baldwin Spencer zum Parlamentarischen Staatssekretär im Ministerium für soziale Veränderungen ernannt. Im Anschluss übernahm er vom 5. Januar 2005 bis zum 31. Dezember 2006 den Posten als Staatsminister für Kultur im Ministerium für Wohnungsbau, Kultur und soziale Veränderungen. Danach fungierte er zwischen dem 1. Januar 2007 und dem 15. März 2009 als Staatsminister für Kultur und Unabhängigkeitsfeiern im Ministerium für Tourismus, Zivilluftfahrt, Kultur und Umwelt. Zuletzt bekleidete er vom 16. März 2009 bis zum 12. Juni 2014 das Amt des Staatsministers im Ministerium für Tourismus, Zivilluftfahrt und Kultur. Bei den Wahlen 2014 erhielt er nur 969 Stimmen (39,53 Prozent) und verlor seinen Abgeordnetenmandat an seinen Gegenkandidaten von der ALP, Paul Chet Greene.
Adams ist Vater von sieben Kindern.